# Notacanthidae
Famille
Les poissons-tapirs à épines (Notacanthidae) forment une famille de poissons appartenant à l'ordre des Albuliformes.

## Liste des genres et espèces
Selon ITIS:
- genre Lipogenys Goode & Bean, 1895
- genre Notacanthus Bloch, 1788
- genre Polyacanthonotus Bleeker, 1874
- genre Tilurus Kölliker, 1853
- Leptocephalus giganteus Castle, 1959

## Liste des genres
Selon FishBase:
- genre Lipogenys
  - Lipogenys gillii  Goode & Bean, 1895
- genre Notacanthus
  - Notacanthus abbotti  Fowler, 1934
  - Notacanthus bonaparte  Risso, 1840
  - Notacanthus chemnitzii  Bloch, 1788
  - Notacanthus indicus  Lloyd, 1909
  - Notacanthus sexspinis  Richardson, 1846
  - Notacanthus spinosus  Garman, 1899
- genre Polyacanthonotus
  - Polyacanthonotus africanus  (Gilchrist & von Bonde, 1924)
  - Polyacanthonotus challengeri  (Vaillant, 1888)
  - Polyacanthonotus merretti  Sulak, Crabtree & Hureau, 1984
  - Polyacanthonotus rissoanus  (De Filippi & Vérany, 1857)